# Libnetis maehongsongensis
Libnetis maehongsongensis là một loài bọ cánh cứng trong họ Lycidae. Loài này được Bocáková miêu tả khoa học năm 2000.